# Pentatlon modern
Pentatlonul modern este un sport olimpic, care conține cinci discipline: tir sportiv, scrimă, 200 m înot, săritură la obstacole și 3 km de cros. Sportul este guvernat de Uniunea Internațională de Pentatlon Modern.

## Istoric
Pentatlonul în forma sa modernă a fost inventat de baronul Pierre de Coubertin, fondatorul Jocurilor Olimpice moderne. Numele provine din limba greacă penta-„cinci”, și -athlon „concurs”. Adăugarea modern la nume îl distinge de pentatlonul original de la Jocurilor Olimpice antice, care consta din alergarea stadion, lupte greco-romane, săritura în lungime, aruncarea suliței și aruncarea discului. După cum evenimentele de la pentatlonul antic erau modelate după abilitățile soldatului ideal din acele timpuri, Coubertin a creat concursul pentru a simula trăirile unui soldat de cavalerie din secolul al XIX-lea în spatele liniilor inamice: el trebuie să călărească un cal necunoscut, să lupte cu pistolul și sabia să înoate și să alerge.
Evenimentul a fost organizat pentru prima dată la Jocurile Olimpice de vară din 1912 și a fost câștigat de către atletul suedez Gösta Lilliehöök. Pentatlonul modern este inclus în programul olimpic continuu din anul 1912.